# Pohlia brachystoma
Pohlia brachystoma är en bladmossart som beskrevs av Fleischer in Brotherus 1903. Pohlia brachystoma ingår i släktet nickmossor, och familjen Bryaceae. Inga underarter finns listade i Catalogue of Life.